# Talossanische Sprache

El grischun: die Flagge der talossanischen Sprache

Die talossanische Sprache (glheþ Talossan), auch Talossanisch (Talossan), ist eine von Robert Ben Madison konstruierte Sprache für die von ihm gegründete Mikronation Königreich Talossa. Die Sprache wird durch das Comità per l'Útzil del Glheþ (Komitee für die Nutzung der Talossanischen Sprache) gepflegt. Die offizielle Wortliste hat über 28.000 Einträge.

## Talossanisches Alphabet
Das Talossanische Alphabet besteht aus 32 Buchstaben:
| Buchstabe | IPA          |
| --------- | ------------ |
| a         | [⁠a⁠]          |
| ä         | [⁠æ⁠]          |
| b         | [⁠b⁠]          |
| c         | [⁠k⁠] oder [⁠ʧ⁠] |
| ç         | [⁠s⁠]          |
| d         | [⁠d⁠] oder [⁠ð⁠] |
| ð         | [⁠ð⁠]          |
| e         | [⁠ɛ⁠] oder [⁠e⁠] |

| Buchstabe | IPA                            |
| --------- | ------------------------------ |
| f         | [⁠f⁠]                            |
| g         | [⁠g⁠] oder [⁠ʤ⁠]                   |
| h         | [⁠h⁠]                            |
| i         | [⁠i⁠]                            |
| j         | [⁠j⁠]                            |
| k         | [⁠k⁠]                            |
| l         | [⁠l⁠] oder [⁠ɬ⁠] oder [⁠w⁠] oder [⁠ð⁠] |
| m         | [⁠m⁠]                            |

| Buchstabe | IPA          |
| --------- | ------------ |
| n         | [⁠n⁠] oder [⁠ŋ⁠] |
| o         | [⁠ɔ⁠]          |
| ö         | [⁠œ⁠]          |
| p         | [⁠p⁠]          |
| q         | [⁠kj⁠]         |
| r         | [⁠r⁠] oder [⁠ʃ⁠] |
| s         | [⁠s⁠] oder [⁠z⁠] |
| ß         | [⁠s⁠]          |

| Buchstabe | IPA           |
| --------- | ------------- |
| t         | [⁠t⁠]           |
| u         | [⁠u⁠]           |
| ü         | [⁠y⁠]           |
| v         | [⁠v⁠]           |
| w         | [⁠w⁠] oder [⁠v⁠]  |
| x         | [⁠ks⁠] oder [⁠ʃ⁠] |
| z         | [⁠z⁠] oder [⁠ʦ⁠]  |
| þ         | [⁠θ⁠]           |

## Wortschatz
Der Wortschatz des Talossanischen ist in der Regel, wenn auch oft mit mehr oder weniger willkürlichen Modifikationen, aus natürlichen Sprachen entnommen. Die Hauptquelle bilden verschiedenste romanische Sprachen, darunter relativ häufig das Rumänische. Beispiele:
| deutsch          | talossanisch | Vergleichsform      |
| ---------------- | ------------ | ------------------- |
| dieser           | acest        | rumän. acesta       |
| Erde             | tzara        | rumän. țară         |
| es               | ça           | französ. ça         |
| Freund           | amíc         | italien. amico      |
| Fuß              | ped          | italien. piede      |
| gehen            | irh          | span./portugies. ir |
| Geld             | erxhent      | italien. argento    |
| haben            | tirh         | portugies. ter      |
| Hand             | ma           | französ. main       |
| hier             | aicì         | rumän. aici         |
| Himmel           | çéu          | portug. céu         |
| ich              | eu           | rumän. eu           |
| ja               | üc           | provenzalisch òc    |
| Kopf             | cäps         | rumän. cap          |
| lesen            | lirarh       | französ. lire       |
| rot              | roxh         | französ. rouge      |
| selbst, derselbe | mismeu       | span. mismo         |
| Tag (24 Stunden) | ziua         | rumän. zi, ziua     |
| Wasser           | apa          | rumän. apă          |

Ein geringerer Teil des Wortschatzes ist aber auch aus verschiedenen anderen Sprachen Europas oder, noch seltener, aus dem Berberischen Nordafrikas abgeleitet. Beispiele:
| deutsch          | talossanisch | Vergleichsform          |
| ---------------- | ------------ | ----------------------- |
| auch             | ocsà         | schwedisch också        |
| dass             | qe           | albanisch që            |
| eins             | viens        | lettisch viens          |
| Frau             | fru          | deutsch Frau            |
| Hund             | caciun       | kabylisch (berb.) aqjun |
| Jahr             | ar           | schwedisch år           |
| Mann             | cióvec       | serbisch čovek          |
| Sprache          | glheþ        | griechisch glossa (?)   |
| Stern            | itrì         | kabylisch (berb.) itri  |
| Tag (Ggs. Nacht) | lä           | irisch lá               |
| uns              | uns          | deutsch uns             |
| unser            | ár           | irisch ár               |

## Beispiele

### Ode to the West Wind
Übersetzung eines Teils von Percy Bysshe Shelleys Ode to the West Wind in die Sprache:
Moderne Rechtschreibung (also Stand nach der Arestada sür Speliçaziun vom 12. Dezember 2007).
Oh traversa salvatx, tu and d'Otognheu s'eßençù,
Tu da qissen presençù unvidada els listopätsilor
Sint driveschti com'els spiritzen d'iens encanteir escapind,
Vermel, es negreu, es brançéu, es roxh gripesc,
Pestidonça-cünsütats plenitüds! Oh tu,
Qi apoartás à lor auscür þivereu lict.
Klassische Rechtschreibung (also Stand vor der Arestada sür Speliçaziun)
Ô traversâ salvátx, tú ånd d'Otogñheu s'eßençù,
Tú da qissen presençù ûnvidescu els listopätsilor
Sînt driveschti, com'els spiritzen d'iens encantéir escapînd,
Vermél, és negreu, és brançéu, és roxh gripesc,
Pestidonça-cünsütats plenitüds! Ô tú,
Qi apoartás à lor auscür þivereu lict.
Englisch:
O WILD West Wind, thou breath of Autumn's being
Thou from whose unseen presence the leaves dead
Are driven like ghosts from an enchanter fleeing,
Yellow, and black, and pale, and hectic red,
Pestilence-stricken multitudes! O thou
Who chariotest to their dark wintry bed

### Johannes 3,16
Johannes 3,16 in Talossanisch und anderen romanische Sprachen, mit Englisch, Deutsch (germanische Sprachen) und Interlingua (eine künstliche Sprache auf Basis von romanischen Sprachen) zu Referenz:
| Latein                                    | Sic enim Deus dilexit mundum, ut Filium suum unigenitum daret, ut omnis, qui credit in eum, non pereat, sed habeat vitam æternam.                                |
| Talossanisch (moderne Rechtschreibung)    | Cair Díeu sa ameva el mundeu, qe O zoneva sieu Figlheu viensplet, qe qissensevol créa in Lo non pieriçarha, mas tischa la vida eternal.                          |
| Talossanisch (klassische Rechtschreibung) | Cair Dïeu så ameva el mundeu, që O zoneva sieu Figlheu viensplet, që qissensevol créa în Lo non pieriçarha, más tischa la vidâ eternál.                          |
| Französisch                               | Car Dieu a tellement aimé le monde, qu'il a donné son Fils unique, afin que quiconque croit en lui ne périsse point, mais qu'il ait la vie eternelle.            |
| Provenzalisch                             | Car Déu a tant amá lo monde qu'i a doná son Filh solet, per que tot ome que crèi en elh non perigue, mai ague la vida eternala.                                  |
| Katalanisch                               | Car talment ha estimat Déu el món, que donà son Fill unigènit, a fi que tot el qui creu en ell no es perdi, ans tingui vida eterna.                              |
| Spanisch                                  | Porque de tal manera amó Dios al mundo, que dio a su Hijo unigénito, para que todo aquel que cree en él no perezca, mas tenga vida eterna.                       |
| Portugiesisch                             | Porque assim amou Deus ao mundo, que lhe deu seu Filho unigénito, para que todo o que crê nêle não pereça, mas tenha a vida eterna.                              |
| Italienisch                               | Infatti Dio ha talmente amato il mondo da dare il suo Figliuolo unigenito, affinchè chiunque crede in Lui non perisca, ma abbia la vita eterna.                  |
| Rumänisch                                 | Fiindcă atât de mult a iubit Dumnezeu lumea, că a dat pe singurul Lui Fiu, pentru că oricine crede în El, să nu piară, ci să aibă viaţǎ eternǎ.                  |
| Rätoromanisch                             | Perche cha Deis ha tant amâ il muond, ch'el ha dat seis unigenit figl, acio cha scodün chi craja in el non giaja a perder, ma haja la vita eterna.               |
| Englisch                                  | For God so loved the world that he gave his one and only Son, that whoever believes in him shall not perish but have eternal life.                               |
| Deutsch                                   | Denn also hat Gott die Welt geliebt, dass er seinen eingeborenen Sohn gab, damit alle, die an ihn glauben, nicht verloren werden, sondern das ewige Leben haben. |
| Interlingua                               | Proque tanto Deo amava le mundo que ille dava su Filio unigenite a que quicunque crede in ille non va perir ma va haber vita eterne.                             |

## Offizielle Anerkennung
Für die Talossanische Sprache wurde nach ISO 639 ein Alpha-3-Kürzel tzl festgelegt. Die IANA übernahm diesen Code im September 2013. In die MARC Code List for Languages wurde die Sprache noch nicht aufgenommen (Stand: April 2015).

## Sprachlehren
- Ma La Mha, Cresti Siervicül: Ün Guizua Compläts àl Gramatica es àl Cünsuetüd del Glheþ Talossan. A Complete Guide to the Talossan Language. 1. Auflage 2008. – 2. Auflage 2011, ISBN 978-1-453-77729-9.